# (2866) Hardy
(2866) Hardy es un asteroide perteneciente al cinturón de asteroides, descubierto el 7 de octubre de 1961 por Sylvain Julien Victor Arend desde el Real Observatorio de Bélgica, Uccle.

## Designación y nombre
Designado provisionalmente como 1961 TA. Fue nombrado Hardy en honor al actor y cómico estadounidense Oliver Hardy.